# Heratemis subnodulosa
Heratemis subnodulosa är en stekelart som beskrevs av Robert A.Wharton 2002. Heratemis subnodulosa ingår i släktet Heratemis och familjen bracksteklar. Inga underarter finns listade i Catalogue of Life.